# Stumpfblättriger Liguster

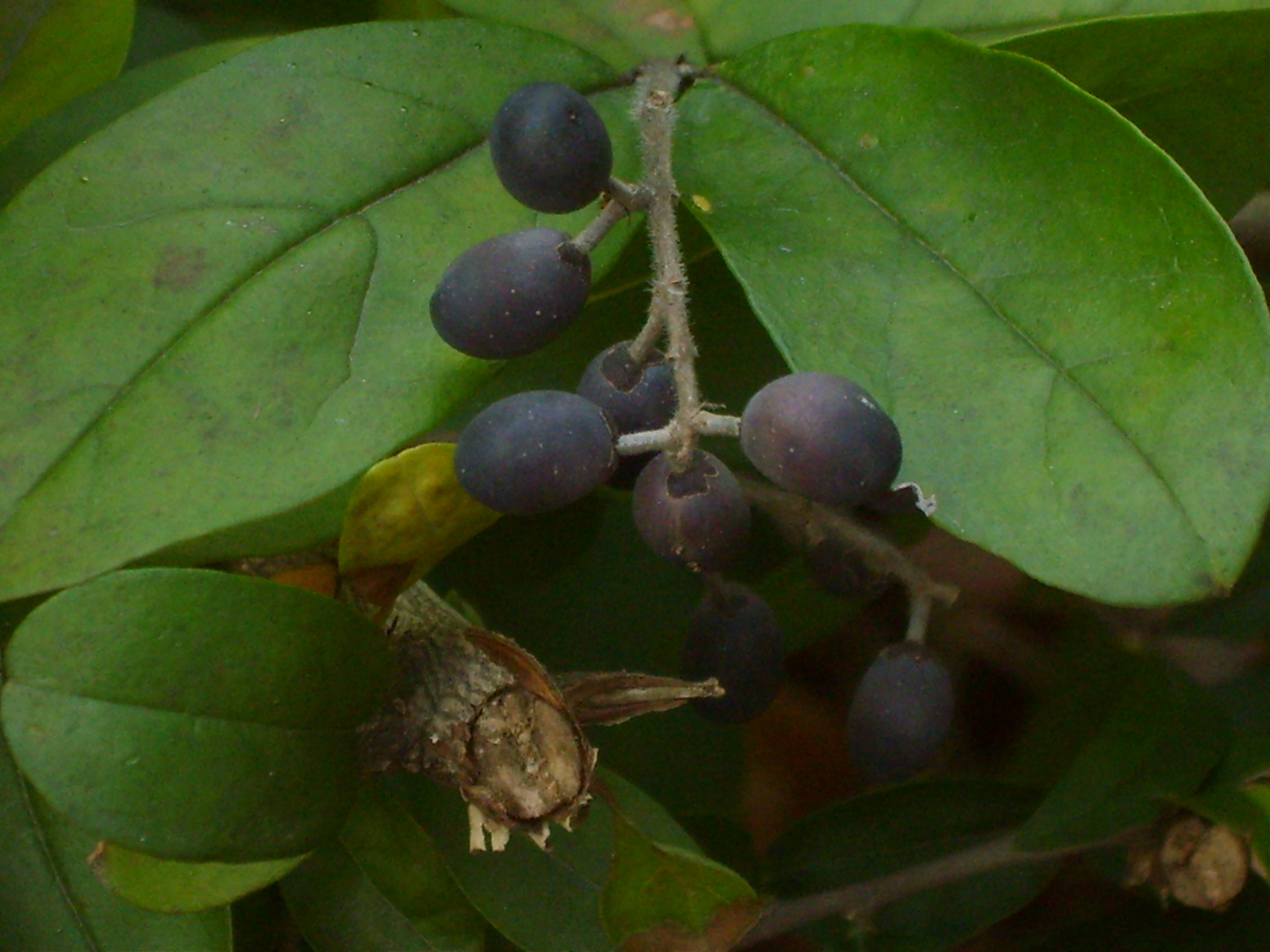
Früchte

Der Stumpfblättrige Liguster (Ligustrum obtusifolium) ist ein Strauch aus der Familie der Ölbaumgewächse. Sein Verbreitungsgebiet liegt in Japan, Korea und China. Er wird häufig als Ziergehölz verwendet.

## Beschreibung
Der Stumpfblättrige Liguster ist ein sommergrüner, 0,5 bis 3 Meter hoher, breitwüchsiger Strauch mit fein behaarten Trieben und bogig abstehenden Zweigen. Die Blätter haben einen 1 bis 2 Millimeter langen, kahlen oder behaarten Blattstiel. Die Blattspreite ist einfach, papierartig, 0,8 bis 6 Zentimeter lang und 0,4 bis 2,5 Zentimeter breit, elliptisch bis länglich oder länglich-verkehrt-eiförmig, spitz oder stumpf mit breit keilförmiger Basis. Die Blattoberseite ist tiefgrün und kahl, die Unterseite ist am Mittelnerv oder als ganzes behaart. Es werden drei bis fünf, selten bis sieben Nervenpaare gebildet.
Die Blüten stehen zu 25 bis 50 in mehr oder weniger nickenden, 1,5 bis 4 Zentimeter langen und 1,5 bis 3 Zentimeter breiten Rispen, die in größerer Zahl an kurzen Seitenzweigen sitzen. Die weißen Einzelblüten sind sitzend oder stehen an 2 Millimeter langen Stielen. Sie haben einen etwa 1 bis 2 Millimeter breiten Kelch, eine 5 bis 10 Millimeter breite Blütenkrone und eine Kronröhre, welche die 1,5 bis 2,5-fache Länge der Kronzipfel erreicht. Die Staubblätter reichen bis zur Mitte der Kronzipfeln, die Staubbeutel sind lanzettlich und 2 bis 3 Millimeter lang. Die Früchte sind rundliche bis breit elliptische, 5 bis 8 Millimeter lange und 4 bis 6 Millimeter breite, schwarze und etwas „bereifte“, beerenartige Steinfrüchte. Die Art blüht von Mai bis Juni, die Früchte reifen von August bis Oktober.
Die Chromosomenzahl beträgt {\displaystyle 2n=46}.

## Verbreitung und Ökologie
Das natürliche Verbreitungsgebiet liegt in der gemäßigten Zone von Asien auf den japanischen Inseln Hokkaidō, Honshū, Kyushu und Shikoku, in den chinesischen Provinzen Heilongjiang, Jiangsu, Liaoning, Shandong und Zhejiang und in Korea. Die Art wächst in Dickichten und Hecken in Höhen von 100 bis 600 Metern auf trockenen bis frischen, schwach sauren bis stark alkalischen, sandig- oder lehmig-humosen, mäßig nährstoffreichen Böden an sonnigen bis halbschattigen Standorten. Sie ist frosthart.

## Systematik und Forschungsgeschichte
Der Stumpfblättrige Liguster (Ligustrum obtusifolium) ist eine Art aus der Gattung der Liguster (Ligustrum) in der Familie der Ölbaumgewächse (Oleaceae), Tribus Oleeae. Die Art wurde von Philipp Franz von Siebold und Joseph Gerhard Zuccarini im Jahr 1846 erstbeschrieben.
Es werden zwei oder drei Unterarten unterschieden:
- Ligustrum obtusifolium subsp. microphyllum (Nakai) P. S. Green: Die Unterart bildet 0,5 bis 1,5 Meter hohe Sträucher mit fein oder schwach flaumig behaarten Zweigen und 0,8 bis 3 Zentimeter langen und 0,4 bis 1,3 Zentimeter breiten Blattspreiten. Der Blütenkelch ist 1 bis 2 Millimeter breit, die Blütenkrone 7 bis 8 Millimeter. Die Kronröhre erreicht etwa die 2,5-fache Länge der Kronzipfel. Das Verbreitungsgebiet liegt in Japan, Korea und in den chinesischen Provinzen Jiangsu und Zhejiang.[7]
- Ligustrum obtusifolium subsp. obtusifolium
- Ligustrum obtusifolium subsp. suave (Kitagawa) Kitagawa: Die Unterart bildet 2 bis 3 Meter hohe Sträucher mit schwach flaumhaarigen bis flaumhaarigen Zweigen und 1,5 bis 6 Zentimeter langen und 0,5 bis 2,5 Zentimeter breiten Blattspreiten. Der Blütenkelch ist 1,5 bis 2 Millimeter breit, die Blütenkrone 5 bis 10 Millimeter. Die Kronröhre erreicht etwa die 1,5- bis 2-fache Länge der Kronzipfel. Das Verbreitungsgebiet liegt in den chinesischen Provinzen Heilongjiang, Jiangsu, Liaoning, Shandong und Zhejiang.[8]

## Verwendung
Der Stumpfblättrige Liguster wird häufig wegen seiner dekorativen Blüten und auffälligen Früchten als Ziergehölz verwendet, wobei auch mehrere Sorten unterschieden werden.

## Nachweise